# 16″/45 Mark 6
16"/45 Mark 6 e корабно оръдие с калибър 406 mm разработено и произвеждано в САЩ. На въоръжение е във ВМС на САЩ. Морското оръдие Mark 6 е от времето на Втората световна война. Оръдията Mark 6 са главното въоръжение на двата линкора от типа „Норт Керолайн“ и на четирите от типа „Саут Дакота“. Всичко са произведени сто двадесет и девет броя от тях. Оръдията Mark 6 идват за замяна на използваните по-рано във ВМС на САЩ 406-мм 45-калибрени оръдия Mark 1, тъй като те и системите за подаване на боеприпаси в техните установки не са разчетени за новите по-дълги 1225-кг снаряди. За сметка на използването на по-съвършена и опростена конструкция новите оръдия се получават с 20 т по-леки.
Стволът на оръдията е скрепен с цилиндри и има бутален затвор система „Уелин“. Барутния заряд се състои от шест части, заключени в копринен картуз. Триоръдейните установки според американските стандарти са много добре бронирани – челната им плоча има дебелина 406 – 457 мм, а барбетите – 406 – 439 мм. Подаването на снарядите и зарядите се осъществява непосредствено в бойното отделение по отделни линии. Снарядите, традиционно за американските установки, се съхраняват вертикално на кръгли платформи вътре в барбета и се подават към оръдията също вертикално. За снижаване на разсейването на снарядите в залпа изстрелът на всяко следващо оръдие в кулата се задържа с 60 мс. Установките осигуряват доста високата за голямокалибрено оръдие скорострелност от 2 изстрела в минута, при това, по сравнение с британските, са достатъчно надеждни.
Оръдието, макар и да обладава невисока за своя калибър пробиваемост на хоризонтална броня, е над всякакви похвали в бой на далечни дистанции. Тежкият 1225-кг снаряд буквално пробива палубите на линкорите на противника. Към това американците успяват да разработят доста съвършен снаряд, който сработва даже при ъгли на среща с дебелата броня до 35 – 45°, което е значително по-добре, отколкото за европейските и японските снаряди.

## История на разработването
През 1922 г. влиза в сила Вашингтонското съглашение, което обявява „линкорна ваканция“ – водещите морски държави Великобритания, САЩ, Япония за десет години замразяват построяването на нови линкори. САЩ получават възможност да оставят три линейни кораба от типа „Колорадо“ с 406-мм оръдия, но са принудени да изпратят за скрап строящите се линкори от типа „Саут Дакота“ с 50-калибрени 406-мм оръдия. Вашингтонското съглашение за бъдещите линкори постановява лимит в стандартната водоизместимост на корабите от 35 000 дълги тона, а главният калибър на оръдията се ограничава до 406-мм. През 1930 г. на Лондонската конференция линкорната ваканция е продължена до края на 1936 г., а калибърът на оръдията е ограничен до 356 мм. Поради изострянето на гонката в морските въоръжения, през декември 1934 г., са проведени нови преговори между Великобритания, САЩ, Япония. Преговорите стигат до задънена улица, и на 29 декември 1934 г. японското правителство обявява за денонсацията на всички по-рано подписани съглашения по морските въоръжения. През 1936 г. в Лондон е свикана нова конференция. САЩ и Великобритания подписват ново съглашение, в което се потвърждават ограничения от 35 000 т и 356-мм. Обаче Япония не подписва този договор. В случай на неподписването от Япония на договора в срок до 1 април 1937 г. в съглашението има точка, уговаряща възможността за увеличаване на калибъра на оръдията до 406 мм.
През май 1935 г. САЩ започват работата над ескизните проекти за линейните си кораби от 1937 г. Първоначално се разглежда вариант както с 356-мм, така и с 406-мм оръдия. За 406-мм оръдия настоява управлението по въоръженията, считайки ги за по-подходящи за новия линкор. Но тези оръдия е доста тежко да се впишат в ограничената от договора водоизместимост. За това, с оглед на ограничението за калибъра според Лондонското съглашение, изборът е направен в полза на новите 50-калибрени 356-мм оръдия Mark 11. Заедно с това се очакват и трудности с подписването на договора от Япония. За това в изискванията по разработката на новия линкор е включена възможността за замяна на оръдията с 406-мм 45-калибрени. Според окончателния проект въоръжението на новите линкори типа „Норт Керолайн“ трябва да се състои от дванадесет 356-мм оръдия в три четириоръдейни кули с възможност за замяната им с три триоръдейни 406-мм.
Президентът Рузвелт е избран на вълната на пацифистки настроения, за това залагането на първите от 1921 г. два нови линкора №55 и 56 е пренесено от бюджета за 1937 към този за 1938 г. Залагането на „Норт Каролина“ се състои едва през октомври 1937 г. Това задържане изиграва положителна роля за американците. На 25 март 1937 г. става достоверно известно, че японците няма да подпишат Лондонското съглашение от 1936 г., и този факт отменя договорните ограничения за калибъра. Основното изменение става заложената изходно замяна на 356-мм оръдия с 406-мм. И макар, в резултат на протакания, Секретарят на флота да подписва препоръката за замяната едва на 15 юни 1937 г., и в корабостроителницата новите чертежи да пристигат вече след залагането на кила на „Норт Керолайн“, новите линкори влизат в строй с девет 406-мм 45-калибрени оръдия в три триоръдейни кули.
Към средата на 1930-те години се случват промени в доктрината на флота на САЩ. Основната тактика за използването на линкорите се счита боя на голяма дистанция. На очакваните далечини на боя снарядите падат под голям ъгъл и най-често започват да поразяват палубата, а не бордовата броня. Желаейки да увеличат бронепробиваемостта на палубите, американците разработват новия свръхтежък снаряд Mark 8. Снарядът, при маса от 1225 кг, обладава доста скромната начална скорост от 701 м/с, и при малките дистанции на боя бронепробиваемостта му по бордовата броня незначително се различава от тази на 356-мм снаряд, изстрелян от 50-калибреното оръдие. Обаче с ръста на далечините по-бавният тежък снаряд пада под голям ъгъл и значително по-добре пробива палубата. Американците отделят много внимание на конструкцията на броневия накрайник. Благодарение на тъпата му закръглена конструкция и качествените материали за чашата на снаряда той не се разцепва и не рикошира при ъгли на падане до 35 – 45°, а в същото време при европейските снаряди тази величина съставлява 30 – 35°, а при японците, освен 460-мм снаряди, даже 20 – 25°.
Старите 406-мм 45-калибрени оръдия и техните системи за подаване не са разчетени за новите по-дълги снаряди, за това са разработени нови 45-калибрени оръдия. Прототипът на оръдието Mk E/0 е получен чрез поставянето на старото оръдие на нов лейнер. За сметка на използването на по-съвършена и по-проста конструкция новите оръдия се получават с 20 т по-леки.

## Конструкция на оръдието
| Характеристики на 406-мм оръдие Mark 6  | Характеристики на 406-мм оръдие Mark 6 |
| --------------------------------------- | --- |
| Обозначение                             | 16"/45 Mark 6 |
| Дата на разработването                  | 1936 г. |
| Дата на започване на експлоатацията     | 1941 г. |
| Калибър, мм                             | 406 |
| Дължина на ствола, калибри              | 45 |
| Маса на оръдието без затвора            | 97 231 |
| Маса на оръдието със затвора            | |
| Дълнина на ствола, мм                   | 18 288 |
| Дължина на оръдието, мм                 | 18 694 |
| Дължина на нарезната част, мм           | 15 668 |
| Обем на камерата, дм³                   | 380,1 |
| Брой нарези                             | 96 |
| Дълбочина на нарезите                   | |
| Извивка на нарезите                     | На част от оръдията мод 0 – променлива от 1 оборот на 50 калибра при казенника, до 1 оборот на 32 калибра при дулото. При останалите – постоянна, 1 оборот на 25 калибра |
| Маса на бронебойния снаряд, кг          | 1225 |
| Пълен заряд барут                       | 133,8 кг SPD |
| Начална скорост (ново оръдие), м/с      | 701 |
| Начална скорост (средно износване), м/с | ? |
| Работно налягане в ствола, кг/см²       | 2835 |
| Живучест на ствола, ЕПЗ                 | 395 |

Дължина на ствола – 45 калибра (18,288 м). Стволът се състои от лейнер, вътрешна тръба, фиксиращ пръстен, три укрепващи цилиндъра и два стопорни пръстена, казенник и хомут в казенната част. Хомутът се съединява с противооткатните устройства. Общата дължина на ствола е 18 288 мм. Външният диаметър на ствола съставлява 1168 мм в района на зарядната камера и 597 мм при дулния срез. За препятстване на омедняването, с цел увеличаване на живучестта на ствола, каналът му се хромира на дебелина 0,0127 мм и на дължина от 15 875 мм от дулния срез. Нарязването на Mk 6 mod 0 е с дясно въртене, с прогресивна извивка, променяща се от 50 до 38 калибра за оборот. Общият брой нарези в ствола е 96 броя. На Mk 6 mod 1 нарязването е направено с постоянна стъпка 25 калибра на оборот.
Зареждането на оръдието е картузно. Буталния затвор Mk.3 е система „Уелин“, люлеещ се, с отваряне надолу. Затворът има пневматично задвижване, лагерно окачване, „обтуратор“ система „Банж“ и стрелящ механизъм Mk.14, в който се поставя запалът в медна гилза. Освен това, затворът е снабден с инерционен предпазител от двойно зареждане, блокиращ отварянето му. Щатния спусък е електрически, но в качеството на резервен е предвиден и ударен спусък. Буталото е разделено на 15 сектора – три гладки и 12 нарезни, с четири диаметъра. Секторите са разположени на три групи, всяка от които обхваща една трета от окръжността. Отначало върви гладък сектор с минимален диаметър, след това са нарезните с нарастване на диаметъра им от първия към третия. За отварянето на затвора е достатъчно да се завърти буталото 24°.
След изстрела ствола се продухва с въздух от ежекторна система. В състава на противооткатните устройства влизат два хидропневматични накатника и един хидравличен спирач на отката. Накатниците са разположени отгоре, закрепени са с щокове за люлката над цапфите. Спирачката е закрепена за долната повърхност на цилиндричната люлка. Между накатниците се намира специален диференциален цилиндър, осигуряващ херметичността и надеждността на работата на хидропневматичната система на наката.

## Модификации

### Mark E
Опитен образец

### Mark 6 mod 0
Базова модификация. Разработена за поставяне на линкорите от типовете „Норт Керолайн“ и „Саут Дакота“.

### Mark 6 mod 1
Идентична конструкция на mod 0 с изключение нарезите с постоянна извивка от 25 калибра на оборот и наличието на резбови отвори на казенника за шарнирно закрепване на затвора.

### Mark 6 mod 2
Вариант на mod 1, приспособен за поставянето му в кулите на линкорите от типа „Колорадо“ вместо Mark 8. Данни за превъоръжаването на линкорите с тези оръдия няма.

## Артилерийски установки
|  | 1 – Бронирано бойно отделение (кула); 2 – Ложи за закрепване на оръдията; 3 – Под на бойното отделение; 4 – Укрепващи прегради; 5 – Снаряден елеватор; 6 – Под на подкуполното отделение; 7 – Ролков погон; 8 – Барбет; 9 – Фундамент на кулата (стационарен); 10 – Машинна палуба; 11 – Зарядни погреби; 12 – Под на снарядното претоваръчно отделение; 13 – Зарядно претоваръчно отделение; 14 – Заряден елеватор; 15 – Прибойник; 16 – Въртяща се структура на кулата; 17 – Въртяща се снарядна платформа; 18 – Стационарна снарядна платформа. |

Триоръдейните куполни установки на линкорите тип „Норт Керолайн“ и „Саут Дакота“ са практически идентични. Теглото на въртящата се част (с бронята) е около 1500 т. Вътрешният диаметър на барбета – 11,35 м, диаметърът на ролковия погон е 10,49 м.
Щатът на кулата наброява 2 офицера и 150 старшини и моряка. 75 души се намират във въртящата се част, останалите – в погребите.
Вентилационните устройства се намират на три места в кулата – на тилната плоча вдясно от центъра и на страничните стени под далекомерите. Изходите на вентилацията отвън са прикрити с бронирани кутии. Задният вентилатор нагнетява въздух в централния оръдеен отсек и в командното отделение, разположено в задната част на кулата. Страничните вентилатори подават въздух към съответстващите странични оръдия и на двете горни нива на подкуполната структура.
Оръдията са монтирани на индивидуални люлки. Разстоянието между осите на стволовете е 2,972 м. Поставянето и демонтажът на стволовете може да се осъществява без свалянето на покрива на кулата. За снижаване на разсейването при пълни залпове оръдията стрелят поред, с интервал от 60 мс. Поредността на стрелбата е ляво, дясно и накрая централното оръдие. Кулите имат дистанционно насочване както за хоризонталното, така и за вертикалното насочване. Освен централизираното отдалечено управление, има резервно автономно управление от самата кула.
| Характеристики на куполните установки за оръдията Mark 6 | Характеристики на куполните установки за оръдията Mark 6 | Характеристики на куполните установки за оръдията Mark 6 |
| Носител                                                  | „Норт Керолайн“                                          | „Саут Дакота“                                            |
| -------------------------------------------------------- | -------------------------------------------------------- | -------------------------------------------------------- |
| Брой оръдия в кулата                                     | 3                                                        | 3                                                        |
| Брой кули                                                | 3                                                        | 3                                                        |
| Маса на въртящата се част, т                             | 1426 – 1460                                              | 1426 – 1460                                              |
| Ъгъл на подем на стволовете                              | Кули 1 и 3: −2° / +45° Кула 2: 0° / +45°                 | Кули 1 и 3: −2° / +45° Кула 2: 0° / +45°                 |
| Диаметър на погона, м                                    | 10,49                                                    | 10,49                                                    |
| Вътрешен диаметър на барбета, м                          | 11,35                                                    | 11,35                                                    |
| Разстояние между осите на оръдията, м                    | 2,97                                                     | 2,97                                                     |
| Дължина на отката, м                                     | 1,219                                                    | 1,219                                                    |
| Максимална скорост на подем на стволовете, °/сек         | 12                                                       | 12                                                       |
| Максимална скорост на въртене, °/сек                     | 4                                                        | 4                                                        |
| Цикъл на стрелбата, сек                                  | 30                                                       | 30                                                       |
| Практическа скорострелност, и/мин                        | 2                                                        | 2                                                        |
| Брониране, мм                                            |                                                          |                                                          |
| чело                                                     | 406 CLASS А+64 STS                                       | 457 CLASS B+114 STS                                      |
| странични стени                                          | 249 CLASS A+19 STS                                       | 241 CLASS A+19 STS                                       |
| задна стена                                              | 300 CLASS A+19 STS                                       | 305 CLASS A+19 STS                                       |
| покрив                                                   | 178 CLASS B+19 STS                                       | 184 CLASS B+19 STS                                       |

Трансмисиите на кулите са електрохидравлични. Подемните винтове и силовите механизми за вертикалното насочване са разположени под бойното отделение. Вертикалното насочване на всяко оръдие се осъществява от винт със задвижване от двигател 60 к.с.. Максималното възвишение на ствола съставлява 45°. Ъгълът на снижаване за високата кула съставлява 0°, а за останалите −2°. Зареждането се осъществява при постоянен ъгъл на възвишение от 5°. Скоростта на подем на стволовете е 12°/сек.
Механизмите за хоризонтално насочване се намират едно ниво по-долу. Електрохидравличната трансмисия с мощност 300 к.с. осигурява скорост на въртене на кулите, равна на 2° в секунда.
Щатният боекомплект на всяка кула се съставлява 130 снаряда на ствол. Те се съхраняват на двете следващи нива. Снарядите са разположени вътре в барбета в кръг. За предаването на снарядите към системата за подаване те се преместват отначало на специална въртяща се кръгла платформа. Двете платформи имат задвижване от 40-силен електродвигател. От платформата снарядите се подават към трите подемника. Редица от операциите се осъществяват на ръка, което е нехарактерно за линкорите на другите страни. Снарядните подемници са избутващ тип и обслужват всеки по едно оръдие. Задвижването на всеки подемник се осъществява от 60-силен електродвигател. Централният подемник е вертикален, страничните са извити. Снарядът вертикално се подава в бойното отделение, а след това с хидроцилиндър се поставя на зареждащата ложа. Нататък в ствола снарядът се подава от верижен прибойник задвижван от 60-силен електродвигател. За това, водещият пояс на снаряда да влезе в нарезите, подаването се осъществява на достатъчно голяма скорост с характерно дрънчене.
Зарядните погреби са двуетажни. Пълният заряд се състои от шест копринени картуза с маса по 49,9 кг. Картузите се подават в бойното отделение чрез верижни подемници със 75-силни електродвигатели и ръчно се поставят на зареждащата ложа след снаряда. Тяхното подаване в камерата също се осъществява от прибойника, но вече с по-ниска скорост, за да се избегне възпламеняването на заряда.

## Характеристики и свойства на боеприпасите
Снаряди
Първоначално в боекомплекта на оръдията Мк 6 влизат само бронебойни снаряди с „макаровско“ бронебойно калпаче Марк 8 – американско обозначение АРС Марк 8 (АРС е съкратено от Armor Piercing Cap). Снарядът е разработен в рамките на концепцията плана „Оранж“. Предполага се, че боевете в Тихия океан ще се провеждат в условията на прекрасна видимост и поради това на големи дистанции на стрелбата. В боя на далечна дистанция от снаряда повече се иска добро пробиване на палубите, и за това американците създават много тежък 1225-кг снаряд с ниска начална скорост. При това са проведени мероприятия за увеличаването на здравината на снаряда – чашата му е направена от високоякостна стомана, а съдържанието на взривно вещество в бойния заряд е едно от най-ниските – 18,4 кг или 1,5% от теглото на снаряда. В качеството на взривно вещество се използва т. нар. „Explosive D“ – амониев пикрат, с тротилов еквивалент 0,95. Снарядът ефективно сработва даже при ъгли на среща с дебелата броня до 35 – 45°.
Щатния заряд на метателното вещество придава на снаряда начална скорост от 701 м/с. За идентификация на собствените плясъци при групова стрелба под балистичния наконечник е разположено 0,68 – 1,36 кг боядисващо вещество. С негова помощ плясването се оцветява в индивидуален за всеки кораб цвят. За „Саут Дакота“ той е син, за „Индиана“ – червен, за „Масачузетс“ – зелен, снарядите на „Алабама“ дават безцветен плясък.
Снарядът има дънен взривател Марк 21 (след това заменен с Марк 23). За да сработи Мк.21, при скорост на снаряда от 457 м/с (далечина на стрелбата около 27 км), е достатъчен стоманен лист с дебелина 9,5 мм при ъгъл на среща на снаряда с преградата от 65° и 26,6 мм при ъгъл 20°. Мк.23 има задържане от 0,02 с, той е по-ненадежден и сработва от 25,4 мм стоманен лист при ъгъл на среща 20°.
Към края на 1942 г. в боекомплекта на линкорите се появяват фугасните снаряди Мк.13 (HC Mk.13 – High Capacity). Снарядът има маса 862 кг с боен заряд от 69,7 кг на същия Explosive D. Взривателят също е дънен. Тяхната поява е свързана с това, че линкорите започват да се използват за обстрел на брега, а за това фугасният снаряд подхожда по-добре от бронебойния.
Според данните на Чаусов, американците експериментират със „зенитен вариант“ на снаряда – фугасен снаряд с дистанционен взривател, който обаче не влиза в серия заради ниската си ефективност.
| Характеристики на американските 406-мм снаряди | Характеристики на американските 406-мм снаряди | Характеристики на американските 406-мм снаряди | Характеристики на американските 406-мм снаряди | Характеристики на американските 406-мм снаряди |
| Снаряд                                         | A.P. Mk 5                                      | A.P. Mk 8                                      | H.C. Mk 13 / Mk 14                             | Target Mk 9 / Mk 10                            |
| ---------------------------------------------- | ---------------------------------------------- | ---------------------------------------------- | ---------------------------------------------- | ---------------------------------------------- |
| Тип на снаряда                                 | Бронебоен                                      | Бронебоен                                      | Фугасен                                        | Учебен                                         |
| Обща дължина, мм                               | 1625,60                                        | 1828,80                                        | 1625,60                                        | 1828,80                                        |
| Дължина без калпачето, мм                      | 1102,03                                        | 1310,64                                        | 1528,57                                        |                                                |
| Диаметър на тялото на снаряда, мм              | 405,82                                         | 405,82                                         | 405,82                                         | 405,82                                         |
| Разстояние от дъното до водещия пояс, мм       | 102,36                                         | 102,36                                         | 102,36                                         | 63,50                                          |
| Ширина на водещия пояс, мм                     | 135,13                                         | 135,13                                         | 135,13                                         |                                                |
| Тип ВВ                                         | Explosive D                                    | Explosive D                                    | Explosive D                                    | -                                              |
| Маса на ВВ                                     | 15,42                                          | 18,55                                          | 69,67                                          | -                                              |
| Маса на снаряда, кг                            | 1016,05                                        | 1224,70                                        | 861,83                                         | 1224,70                                        |
| % боен пълеж                                   | 1,52                                           | 1,51                                           | 8,08                                           | -                                              |
| Взривател челен                                | —                                              |                                                | Mk 29                                          | -                                              |
| Взривател дънен                                | Mk 21                                          | Mk 21                                          | Mk 28                                          | -                                              |

Заряди
В качеството на метателен заряд се използват барути от няколко марки. Съществуват пълни и снижени заряди. Понижените заряди се използват по време на учебните стрелби и при стрелбата по брега за да се увеличи живучестта на ствола. За mod 0 и mod 1, във всичките им варианти зарядът се дели на шест еднакви части, за mod 2 – на пет. Всяка част на заряда е опакована в копринен картуз с цилиндрична форма. Коприната, като материал, се използва поради нейното най-пълно изгаряне в канала на ствола. На едно от дъната на цилиндъра се намират възглавничките с възпламенителя – черен барут. Зърната барут, използван като метателен заряд, по формата си представляват цилиндър със седем цилиндрични отвора. За поставянето на барута в картуза се използват два способа – „насипване“ (damped) и „наложен“(stacked). При насипването в картуза зърната барут просто се насипват и трамбоват. В наложения вариант зърната се подреждат във вертикално положение и се налагат на слоеве в картуза. Такъв способ осигурява по-голяма плътност. Частите на картуза се подават в зарядната камера с възглавничките с възпламенител назад. За надеждното възпламеняване между частите на заряда трябва да има пространство от няколко десетки милиметра (в оригинала – няколко дюйма). Такова разстояние трябва да се осигури и между последния картуз и запала. Т.е. извън зависимостта дали се използва пълен или понижен заряд дължината на поставените картузи трябва да е еднаква. С това и е свързано използването на двата типа полагане на барута. Понижените заряди са насипани, а пълните – наложени, което позволява при същата дължина да се получи по-голямата маса на заряда.
Картузите в погреба се съхраняват в специални съдове. Те са разработени с оглед необходимостта от бързото извличане на картуза и са снабдени с клупове за по-удобно транспортиране. За да се възпрепятства натрупването на статично електричество при преместването вътре в съда на копринения картуз, картузът, вътре в кофата, е фиксиран с помощта на дървени подложки.
Пълният заряд се използва за стрелба с бронебойните и фугасните снаряди с максималната начална скорост.
Сниженият заряд е за стрелбата с бронебойни, фугасни и практически снаряди със снижена начална скорост. Използва се, като правило, за учебни цели. Практическият заряд е за стрелба с практическите снаряди.
SPD (Smokeless Powder with Diphenylamine) е бездимен барут, стабилизиран с използването на дифениламин. През 1908 г. е предложено да се използва, в качеството на стабилизатор за нитроцелулозния барут, вместо розалиновия оцветител дифениламин. Първото производство на барут с новия състав е през същата година, а към 1912 г. е утвърдена стандартната му спецификация. В състава на барута влизат 99,5% нитроцелулоза (12,6% азот) и 0,5% дифениламин.
SPDN е барут SPD със специални добавки за намаляването на хигроскопичността му и за увеличаване на срока на неговата служба. Буквата N в названието идва от Nonhygroscopic (нехигроскопичен).
SPCG е малкодимящ двуосновен барут. Нитроглицеринов барут със стабилизатор във вид на карбамид. Количеството на образуващия се дим е два пъти по-малко по сравнение с предходните типове барут. В названието на барута G е съкращение от NG, обозначението за нитрогуаданин (Nitroguanidine).
| Щатните изстрели за 406-мм оръдие Mark 6, по състояние към 1947 г. | Щатните изстрели за 406-мм оръдие Mark 6, по състояние към 1947 г. | Щатните изстрели за 406-мм оръдие Mark 6, по състояние към 1947 г. | Щатните изстрели за 406-мм оръдие Mark 6, по състояние към 1947 г. | Щатните изстрели за 406-мм оръдие Mark 6, по състояние към 1947 г. | Щатните изстрели за 406-мм оръдие Mark 6, по състояние към 1947 г. | Щатните изстрели за 406-мм оръдие Mark 6, по състояние към 1947 г. | Щатните изстрели за 406-мм оръдие Mark 6, по състояние към 1947 г. |
| Снаряд                                                             | Снаряд                                                             | Снаряд                                                             | Снаряд                                                             | Заряд                                                              | Заряд                                                              | Заряд                                                              | Заряд                                                              |
| Маса, кг                                                           | Тип                                                                | Обозначение                                                        | Начална скорост м/с                                                | Тип на заряда                                                      | Барут                                                              | Маса на заряда, кг                                                 | Тип полагане на барута                                             |
| ------------------------------------------------------------------ | ------------------------------------------------------------------ | ------------------------------------------------------------------ | ------------------------------------------------------------------ | ------------------------------------------------------------------ | ------------------------------------------------------------------ | ------------------------------------------------------------------ | ------------------------------------------------------------------ |
| 1224,7                                                             | Бронебоен                                                          | Mark 8 Mod 1 – 6                                                   | 701,04                                                             | Пълен                                                              | SPD                                                                | 242,7                                                              | Наложен                                                            |
| 1224,7                                                             | Практически                                                        | Mark 9 Mod 1 – 2                                                   | 701,04                                                             | Пълен                                                              | SPD                                                                | 242,7                                                              | Наложен                                                            |
| 861,8                                                              | Фугасен                                                            | Mark 13 Mod 1 – 3                                                  | 769,62                                                             | Пълен                                                              | SPD                                                                | 242,7                                                              | Наложен                                                            |
| 1224,7                                                             | Бронебоен Практически                                              | Mark 8 Mod 1 – 6 Mark 9 Mod 1 – 2                                  | 548,64                                                             | Учебен                                                             | SPD                                                                | 172,4                                                              | Наложен                                                            |
| 1224,7                                                             | Бронебоен Практически                                              | Mark 8 Mod 1 – 6 Mark 9 Mod 1 – 2                                  | 548,64                                                             | Учебен                                                             | SPDN                                                               | 152,0                                                              | Наложен                                                            |
| 1224,7                                                             | Бронебоен Практически                                              | Mark 8 Mod 1 – 6 Mark 9 Mod 1 – 2                                  | 548,64                                                             | Понижен                                                            | SPD                                                                | 133,8                                                              | Насипан                                                            |
| 1224,7                                                             | Бронебоен Практически                                              | Mark 8 Mod 1 – 6 Mark 9 Mod 1 – 2                                  | 548,64                                                             | Понижен                                                            | SPDN                                                               | ??                                                                 | Насипан                                                            |
| 1224,7                                                             | Бронебоен Практически                                              | Mark 8 Mod 1 – 6 Mark 9 Mod 1 – 2                                  | 548,64                                                             | Понижен                                                            | SPCG                                                               | 142,9                                                              | Насипан                                                            |
| 861,8                                                              | Фугасен                                                            | Mark 13 Mod 1 – 3                                                  | 632,46                                                             | Понижен                                                            | SPD                                                                | 133,8                                                              | Насипан                                                            |
| 861,8                                                              | Фугасен                                                            | Mark 13 Mod 1 – 3                                                  | 632,46                                                             | Понижен                                                            | SPDN                                                               | ??                                                                 | Насипан                                                            |
| 861,8                                                              | Фугасен                                                            | Mark 13 Mod 1 – 3                                                  | 632,46                                                             | Понижен                                                            | SPCG                                                               | 142,9                                                              | Насипан                                                            |
| 861,8                                                              | Фугасен                                                            | Mark 13 Mod 1 – 3                                                  | 579,12                                                             | Фугасен                                                            | SPD                                                                | 131,5                                                              | Наложен                                                            |
| 861,8                                                              | Фугасен                                                            | Mark 13 Mod 1 – 3                                                  | 579,12                                                             | Фугасен                                                            | SPDN                                                               | 140,6                                                              | Наложен                                                            |

## Управление на стрелбата
Системата за управление на огъня на американските линкори е доста напреднала за своето време и е една от силните страни на проекта. Към началото на войната, за сметка на качеството на оптиката, германската и японската системи все още осигуряват подобни характеристики, но от 1942 г., във връзка с появата на артилерийските радари, американската система започва да има явно превъзходство.
Данните за управление се получават в директорите на главния калибър (ГК). По един командно-далекомерен пост (КДП) Mk.38 има в предната и задната части на надстройката. Задачата на КДП е подаването към централния пост на данните за азимута и далечината до целта. Всеки КДП е снабден с далекомер с база 8,1 м. В хода на войната на тях започват да се поставят артилерийски радари. Първи се появява артилерийският радар Mk.8. След това Mk.13. Радарите позволяват да се следят далечината и азимута на целта, а също могат да засичат плясъците от паданията на собствените снаряди. Плясъците на 406-мм снаряди Mk.8 може да засича на далечина до 32, а Мк.13 до 38,4 км.
На покрива на бойната рубка е монтиран резервният КДП с перископите Mk.30 и Mk.32. Първоначално той е снабден с 4,6-метров далекомер, но след това той е заменен с радара Мк.27.
Данните от КДП постъпват в централния пост, разполагащ се под бронепалубата, на първата платформа. Освен далечината до целта, нейният курсов ъгъл и скорост от КДП, тук постъпват метеорологичните данни, степента на износ на стволовете, параметрите на движение на собствения кораб от жирокомпасите и лага. Централният компонент в системата за управление е автоматът на стрелбата Mk.1 (на „Саут Дакотите“ – Mk.1а). Неговата задача е изчисляването на ъглите на насочване на оръдията на основата на постъпващите данни. В най-общия случай задачата на системата за насочване е разчета за точката на среща на снарядите с целта, с отчитане на времето на техния полет и взаимното движение на целта и собствения кораб. Изходя от тези данни (далечина на стрелбата и направлението на точката на среща) се осъществява изчисляването на ъглите на вертикално и хоризонтално насочване на оръдията според заложената таблица за стрелба, с оглед поправките за скорост и направление на вятъра, плътност на въздуха и износването на оръдията. Автоматът за стрелба представлява аналогов електромеханичен компютър, поставен в корпус с размери 1,82×0,91×1,22 м. Вътре в корпуса има сложна конструкция от движещи се дискове, топчета, кардани, диференциали, селсини и други прецизиращи елементи. Механизмът е надежден и достатъчно дълговечен. Времето за балистично изчисление за първия залп съставлява половин минута, за последващите – няколко секунди. Изчислените данни за ъглите на насочване, чрез селсините, синхронно се предават към механизмите за вертикално и хоризонтално насочване на кулите. Автоматът за използва за управление на оръдията на главния и универсалния калибри и позволява също така да се осъществява разчетите на установките за стрелбата им с осветителни снаряди.
В двойка с автомата за стрелба се използва и жировертикалът Mk.43. Корабът представлява, сам по себе си, люлееща се артилерийска платформа, и оръдията се люлеят заедно с кораба. При ранните системи за управление на стрелбата залпът по изчислените данни трябва да се произвежда само тогава, когато корабът, по време на люлеенето, преминава през вертикалното положение. Жировертикалата позволява да се стабилизират оръдията относително линията на прицелване. С помощта ѝ се следят ъглите на крена и диферента и се осъществява внасянето на поправки във веригата на селсините. Така оръдията постоянно остават в положението, определено от автомата на стрелбата. Залпът се осъществява от оператора на жировертикалата посредством затварянето на веригата на електроспусъка на оръдията от съответстващи ключове върху лицевия панел на прибора.
Една от основните части на жировертикалата е вертикалният жироскоп. Настройката на жироскопа се провежда за сметка на специално измислен способ. В състава на жировертикалата влизат жироскоп и две вакуумирани кухини, на 50% запълнени с живак. Резервоарите с живак са съединени помежду си в дънната част на тръбичките. В неработещо положение жироскопът се намира под ъгъл 45° спрямо хоризонта, а всичкият живак се намира в една от кухините. При пускането на ротора жироскопа започва плавно да се върти с 0 до 12 хил. оборота. Започвайки от 10 – 15 об/мин жироскопът започва да прецесира поради страничното отклоняващо действие на силата на тежестта, предизвикано от неравномерното разпределение на живака в резервоарите. Жироскопът започва да се изправя и живакът постепенно преминава от пълнения резервоар в празния. С ръста на оборотите изправящата сила се увеличава, и на максималните обороти прецесията изчезва, когато жироскопът заема строго вертикално положение. Захранването за механизмите на жироскопа се осъществява от трифазен ток с честота 400 Хц.
Втората основна част на хировертикалата е полусферичният калпак (на корабен жаргон „шапка“ или „чадър“). Калпакът се люлее в пространството заедно с кораба. От автомата за стрелбата се предават изчислените ъгли за вертикалното и хоризонталното насочване, и посредством прецизионните карданни предавки калпака се премества относително геометричния център на неговата сфера на дадените ъгли. Калпака се движи заедно с кораба относително вертикално стоящия жироскоп. С помощта на двукоординатна система електромагнити ъглите на отклонение на калпака спрямо жироскопа се преобразуват в поправки за ъглите на насочване на оръдията и селсините синхронно ги предават към кулите на главния калибър. Силовите механизми удържат необходимото положение на оръдията в пространството. Системата достатъчно добре работи даже в условията на силно люлеене. Проблеми настъпват само при рязко разлюляване, когато силовите механизми не успяват да придават на оръдията нужното положение.
Кулите на главния калибър могат да водят огън и самостоятелно с локалното си управление. По двете страни, през страничните стени на кулите, са извадени главите на 12-кратните оптични прицели за вертикалния и хоризонталния наводчици, а в задната част на кулите е разположен 14-метров 25-кратен далекомер. Изчисленията за ъглите за насочване в този режим помага да се изчисляват портативният куполен автомат, също представляващ аналогов компютър.

## Бойна употреба

### Операция „Торч“. Битката на „Масачузетс“ с „Жан Барт“, 8 ноември 1942 г.
„Масачузетс“ е въведен в строй на 12 май 1942 г. Без да завърши пълния си цикъл на бойна подготовка, влиза в състава на съединението TF-34, свикано за прикритие на десанта на войските на съюзниците в Северна Африка. Освен линкора в състава на прикритието влизат самолетоносача „Рейнджър“ (USS Ranger (CV-4)) и тежките крайцери „Уичита“ (USS Wichita (CA-45)) и „Тъскалуса“ (USS Tuscaloosa (CA-37)). Планираната операция е против дотогавашните съюзници и представлява окупация на френските колонии в Северна Африка, за което могат да попречат френските войски, верни на режима на Виши. „Масачузетс“ може да е необходим, тъй като французите разполагат в този район с два линкора – непосредствено на 12 мили от района на десанта в Казабланка се намира недостроения линкор „Жан Барт“. Макар той и да не е на ход, на него има функционираща кула с четири 380-мм оръдия. Недалеч, в Дакар, се намира и еднотипният му „Ришельо“. Последният е повреден и не може да излезе в открито море, обаче съюзниците не знаят за това, считайки, че линкорът се намира в пълна бойна готовност.
Французите оказват съпротива при десанта, и „Масачузетс“ получава заповед да потопява всичко, което излиза в морето, а също и да подави огъня на бреговите батареи намиращи се на нос Ел Ханк (по четири 194-мм и 138-мм оръдия) и „Жан Барт“. Французите откриват огън първи около 6:50. В 7:04, от дистанция около 22 км, „Масачузетс“ открива огън по главната цел – „Жан Барт“. Френската батарея от Ел Ханк постига няколко накрития на целта, но без попадение. За щастие на „Масачузетс“, КДП на „Жан Барт“ не е окомплектован, а и след атаката на пикировачите на „Рейнджър“ на него и в порта започват пожари, които скриват американските кораби в дим. При тези условия огънят на „Жан Барт“ е неефективен. На радара Мк.3 на „Масачузетс“ дима не пречи. Линкорът плава паралелно на брега, водейки огън с пълни залпове. В 7:40, когато дистанцията до „Жан Барт“ се увеличава до 26,5 км, „Масачузетс“ завива на 180 градуса и тръгва обратно.
В 7:25 „Масачузетс“ постига първото си попадение. 406-мм снаряд пада в кърмовата част над адмиралския салон на френския линкор. Пробивайки 150-мм главна и 40-мм противоосколъчна бронепалуби, изминавайки 16 м в корпуса, снарядът детонира в погреб за 152-мм оръдия. За щастие на французите, погребът е празен. Втори снаряд удря пристана, а трети пробива комина, надстройката и само ожулва 150-мм бронепалуба, излитайки зад борда. По време на поворота „Масачузетс“ за 7 минути прекратява огъня. В 8:06 „Жан Барт“ е ударен от още два снаряда. Един рикошира отначало от барбета на носовата кула, а след това и от 150-мм гласис, след което отлита към порта, отнасяйки зад борда 90-мм зенитка. При това парче от бронепалубата се огъва, заклинвайки кула №1. В 8:10 пети снаряд попада на 2 – 3 метра пред десния катапулт. Той пробива горната 16-мм палуба под ъгъл 25° и, преминавайки през няколко прегради, пробива 100-мм бронепалуба на рулевото отделение. Снарядът детонира в баластна цистерна, напълно изваждайки от строя кърмовия пост за управление. Отсекът на рулевата машина е наводнен.
Попътно няколко 406-мм снаряда подпалват пристана и потопяват два търговски съда в залива. Още един съд е потопен от огъня на „Тъскалуса“. Провеждащи в пристанището ремонт лидер и два разрушителя получават повреди. В 8:33, след 47 залпа, „Масачузетс“ е принуден да прекрати огъня, тъй като поради сътресенията от собствения огън се нарушава електроснабдяването на РЛС, и те престават да действат. Към този момент, поради заклинената му кула, „Жан Барт“ вече е прекратил огъня.
В 8:29 съединението на прикритието получава заповед да спре пробиващите се към мястото на десанта френски лек крайцер „Примоге“ и разрушители. Американското съединение тръгва на скорост 27 възела насреща на френските кораби. Към този момент линкорът е поправил своите неизправности и в 9:18, заедно с крайцерите, открива огън. Първи потъва френския разрушител „Фужие“, получавайки един 406-мм и няколко 203-мм снаряда. В 9:40 пак спира работата си РЛС, което се случва много ненавреме, тъй като французите пускат димна завеса. В 10:35 „Масачузетс“ възобновява огъня. Един снаряд получава лидера „Милан“, преди това вече повреден от снарядите на крайцерите. Последния успех на „Масачузетс“ става потопяването на разрушителя „Булоние“. Разрушителят безразсъдно открива огън по линкора, попадайки в него със 130-мм снаряд, който не нанася съществени повреди. В отговор „Булоние“ получава няколко снаряда от „Бруклин“ и залп от „Масачузетс“. В резултат разрушителя се преобръща и бързо потъва. Към 11:00 „Масачузетс“ е изразходвал 59,2% от боезапаса си. 406-мм снаряди биха могли да потрябват за бой с „Ришельо“ и за това американците започват да икономисват боеприпасите си. През втората половина на деня линкорът дава няколко залпа по авизата и тралчиците и батареята на Ел Ханк. Стрелбата по брега с бронебойните снаряди е неефективна, и линкорът се оттегля по-далеч от брега, икономисвайки боезапаса.
Френският „Ришельо“ така и не се появява, обаче на 9 ноември пак открива огън „Жан Барт“. В навечерието французите поправят кулата на линкора, но я оставят в същото положения, в която тя е заклинена. Залпът на френския линкор по крайцерите става за американците изненада. „Масачузетс“ и пикировчиците на „Рейнджър“ пак трябва да се намесват, карайки да замълчат оръдията на „Жан Барт“. Всичко „Масачузетс“ дава 134 залпа, изразходвайки 786 снаряда при 800 възможни (98%). Максималното разсейване в залпа съставлява до 2 мили по курса и 180 – 270 м по далечина.
На пътя си към Тихия океан „Масачузетс“ преминава ремонт в Бостън. На носовия КДП е поставен новия радар Мк.8, а електрическите кабели и разпределителните табла са преправени.

### Нощното сражение при Гуадалканал, 14 – 15 ноември 1942 г.
През нощта на 14 по 15 ноември се състои сражението между американско и японско съединения при острова Гуадалканал. Японското съединение на адмирал Кондо има поставена задача да обстреля американското летище Хендерсън Фийлд. В състава на японското съединение влизат линкора „Киришима“, тежките крайцери „Атаго“ и „Такао“, леките крайцери „Сендай“ и „Нагара“ и девет разрушителя. Наското сформираното американско съединение под командването на контраадмирал Лий се състои от линкорите „Вашингтон“ (USS Washington (BB-56)), „Саут Дакота“ (USS South Dakota (BB-57)) и четири разрушителя и няма опит в съвместно плаване. Първоначално сражението клони не в полза на американците. Както това често се случва при нощните битки при Гуадалканал, японските очи отново се оказват по-ефективни от американските радари. Системата за опознаване „свой-чужд“ все още не съществува, и операторите на американските РЛС лошо се ориентират във възникващите по екраните на техните радари марки, бъркайки своите и чуждите кораби, особено в условията на близост до брега. Това се случва и този път. Кондо подхожда в три групи – съединението за бомбардировка в състав „Киришима“ и тежките крайцери и две завеси от леките сили, всяка в състав лек крайцер и разрушители. Първи американците са забелязани от лекия крайцер „Сендай“, което е доложено на японския адмирал в 22:10, наистина, при това разпознавайки линкорите като тежки крайцери.
В 23:12 „Сендай“ с разрушителя „Шикинами“ са засечени от американците с помощта на радарите и са обстреляни от дистанция 14,6 км. Японските кораби успяват без повреди да излязат изпод обстрела. За сметка на това изникналите от тъмнината японски разрушители и крайцерът „Нагара“ с торпеда и артилерийски огън, в течение на 20 минути, изваждат от строя всички четири американски разрушителя. Става тежко и за „Саут Дакота“, плаваща в килватер зад „Вашингтон“. В 23:33, 17 минути след началото на боя, в резултат на сътресенията от собствения огън или попаденията на японските 127-мм снаряди става късо съединение в силовите вериги на КДП №4 за средната артилерия. При това автоматиката блокира подаването на електроенергия, и поради претоварването е прекратено електроснабдяването на носовата част на кораба. Включената резервна система за захранване също се самоизключва, тъй като причината за късото съединение не е отстранена.
Силовите механизми на кулите на главния калибър също остават без енергия, обаче най-тежко за американците става изключването на РЛС, което води екипажа в състояние, близко до паника. След няколко минути захранването е възстановено (при това два директора на КДП за средната артилерия излизат от строя), но за това време „Саут Дакота“ се оказва в сложно положение. Без радар той губи „Вашингтон“ в тъмнината, и, заобикаляйки потъващия разрушител „Бенхъм“ (USS Benham (DD-397)), се оказва осветен от пожарите на два горящи американски разрушителя. Още и залпът на кърмовата кула, в 23:42, подпалва намиращите се върху катапултите хидросамолети. По ясно видимия силует на линкора откриват огън редица японски кораби, а в 23:48 американския линкор е и осветен с прожектори. Ударното съединение на Кондо води огън по „Саут Дакота“ от кинжалната дистанция 5300 м. От 23:49 до 00:05 той е ударен от 27 снаряда калибър от 127 до 356 мм. За щастие на американците, всички изстреляни от японците по „Саут Дакота“ торпеда минават отстрани.
Докато „Саут Дакота“ отвлича върху себе си огъня на противника, „Вашингтон“ заема изгодно положение, навеждайки оръдията си по най-тлъстата цел на екрана на радара. Лий се бои да не открие огън по „Саут Дакота“, но след като японците го осветяват с прожектор, той разбира, че на радара пред него има японски кораб. В 00:00, от дистанция 7680 м, „Вашингтон“ открива огън по целта, която се оказва „Киришима“. За 7 – 8 минути той е уцелен от минимум девет от 75 изстреляни бронебойни 406-мм снаряда и още около четиридесет 127-мм. Част от 406-мм снаряди попадат в района на водолинията и разбиват борда на „Киришима“, водейки до обширни наводнения. Японския линкор получава смъртоносни повреди, напуснат е от екипажа и към 2:23 се преобръща и потъва.
Макар главният бронепояс и защитата на кулите на главния калибър да не са пробити, а общите загуби при „Саут Дакоте“ да съставят само 30 убити и 68 ранени, линкорът фактически губи своята боеспособност. РЛС практически напълно излизат от строя, кърмовата кула на ГК се лишава от задвижване. „Вашингтон“ се налага да прикрива „Саут Дакота“, извиквайки вражеския огън върху себе си. Обаче в ситуацията след загубата на „Киришима“ Кондо не рискнува да влиза под огъня на американския линкор, и сражението завършва около 0:25. В първата част от боя „Вашингтон“ дава 42 изстрела в течение на 3 минути със средна скорострелност 1,56 залпа в минута. Накритие е фиксирано по време на третия залп. По време на втората част от боя „Вашингтон“ изстрелва 75 снаряда за 5 минути и 24 секунди при средна скорострелност 1,54 залпа в минута. Всичко са произведени 117 изстрела от 131 възможни (89%). От 14 пропуснати изстрела 5 са пропуснати от централното оръдие на кула №3, поради повреда в клапан и падане на налягането в хидравличната система. Още на едно оръдие е отбелязана засечка при два изстрела. Останалите пропуснати изстрели са вследствие неготовност на оръдията за стрелба (на английски: „error in drill“).

## Оценка на проекта
| Характеристики на главния калибър на линкорите от началния период на Втората световна война (1941 г.) | Характеристики на главния калибър на линкорите от началния период на Втората световна война (1941 г.) | Характеристики на главния калибър на линкорите от началния период на Втората световна война (1941 г.) | Характеристики на главния калибър на линкорите от началния период на Втората световна война (1941 г.) | Характеристики на главния калибър на линкорите от началния период на Втората световна война (1941 г.) | Характеристики на главния калибър на линкорите от началния период на Втората световна война (1941 г.) | Характеристики на главния калибър на линкорите от началния период на Втората световна война (1941 г.) | Характеристики на главния калибър на линкорите от началния период на Втората световна война (1941 г.) | Характеристики на главния калибър на линкорите от началния период на Втората световна война (1941 г.) |
| Оръдие                                                                                                | 15″/42 Mark I                                                                                         | 16″/45 Mark I                                                                                         | 14″/45 Mark VII                                                                                       | 38 cm/52 SK C/34                                                                                      | 380 мм/45 Model 1935                                                                                  | 381 мм/50 Model 1934                                                                                  | 16″/45 Mark 6                                                                                         | 40 см/45 Type 03                                                                                      |
| --- | --- | --- | --- | --- | --- | --- | --- | --- |
| Държава                                                                                               | Великобритания                                                                                        | Великобритания                                                                                        | Великобритания                                                                                        | Германия                                                                                              | Франция                                                                                               | Италия                                                                                                | САЩ                                                                                                   | Япония                                                                                                |
| Калибър, мм                                                                                           | 381                                                                                                   | 406                                                                                                   | 356                                                                                                   | 380                                                                                                   | 380                                                                                                   | 381                                                                                                   | 406                                                                                                   | 410                                                                                                   |
| Дължина на ствола, калибри                                                                            | 42 | 45 | 45 | 52 | 45 | 50 | 45 | 45 |
| Година на разработване                                                                                | 1912                                                                                                  | 1922                                                                                                  | 1937                                                                                                  | 1934                                                                                                  | 1935                                                                                                  | 1934                                                                                                  | 1936                                                                                                  | 1914                                                                                                  |
| Година на приемане на въоръжение                                                                      | 1915                                                                                                  | 1927                                                                                                  | 1940                                                                                                  | 1939                                                                                                  | 1941                                                                                                  | 1940                                                                                                  | 1941                                                                                                  | 1921                                                                                                  |
| Кораб носител                                                                                         | „Худ“                                                                                                 | „Нелсън“                                                                                              | „Кинг Джордж V“                                                                                       | „Бисмарк“                                                                                             | „Ришельо“                                                                                             | „Литорио“                                                                                             | „Вашингтон“                                                                                           | „Нагато“                                                                                              |
| Маса на ствола, т                                                                                     | 101,6                                                                                                 | 109,7                                                                                                 | 80,25                                                                                                 | 111                                                                                                   | 94,13                                                                                                 | 111,66                                                                                                | 97,23                                                                                                 | 101,6                                                                                                 |
| Тип укрепване на ствола                                                                               | тел                                                                                                   | тел                                                                                                   | цилиндри                                                                                              | цилиндри                                                                                              | цилиндри                                                                                              | цилиндри                                                                                              | цилиндри                                                                                              | тел                                                                                                   |
| Живучест на ствола, изстрела                                                                          | 335                                                                                                   | 200 – 250                                                                                             | 340                                                                                                   | 180 – 210                                                                                             | 200                                                                                                   | 110 – 130                                                                                             | 395                                                                                                   | 250 – 300                                                                                             |
| Маса на бронебойния снаряд, кг                                                                        | 879                                                                                                   | 929                                                                                                   | 721                                                                                                   | 800                                                                                                   | 890                                                                                                   | 885                                                                                                   | 1225                                                                                                  | 1020                                                                                                  |
| Начална скорост на снаряда, м/с                                                                       | 732 – 785                                                                                             | 788 – 797                                                                                             | 757                                                                                                   | 820                                                                                                   | 830                                                                                                   | 850                                                                                                   | 701                                                                                                   | 806                                                                                                   |
| Максимална далечина на стрелбата, км                                                                  | 33,38                                                                                                 | 37,4 – 38,1                                                                                           | 35,26                                                                                                 | 36,52                                                                                                 | 41,7                                                                                                  | 44,64                                                                                                 | 33,74                                                                                                 | 38,72                                                                                                 |
| Бронепробиваемост (мм), на далечина (км)                                                              | | | | | | | | |
| борд (0 км)                                                                                           | 687                                                                                                   | | 668                                                                                                   | | 748                                                                                                   | 814                                                                                                   | | |
| борд (9,144 км)                                                                                       | 422                                                                                                   | | 396                                                                                                   | 510 (на 10 км)                                                                                        | 630 (на 10 км)                                                                                        | | 597                                                                                                   | |
| борд (13,716 км)                                                                                      | 353                                                                                                   | 366                                                                                                   | 335                                                                                                   | | | | 520                                                                                                   | |
| палуба (22,86 км)                                                                                     | 121                                                                                                   | 99 | 102                                                                                                   | 104 (на 22 км)                                                                                        | 105 (22)                                                                                              | 73 (на 18 км)                                                                                         | 146                                                                                                   | |
| палуба (27,43 км)                                                                                     | 145                                                                                                   | 130                                                                                                   | 121                                                                                                   | 126 (на 27 км)                                                                                        | 138 (27)                                                                                              | 130 (на 28 км)                                                                                        | 194                                                                                                   | |

Американците избират за 406-мм оръдия Mk.6 съчетанието тежък снаряд и ниска начална скорост. За оръдията с такъв калибър бронепробиваемостта по вертикална броня е сравнително слаба поради ниската начална скорост на снаряда. За точността на воденето на огъня на близки дистанции отрицателно отношение има и недостатъчната настилност на траекторията. Обаче всичко това е закономерно, тъй като 1225-кг снаряди са разработвани от американците специално за воденето на огън от голяма дистанция. На големите дистанции тежкият снаряд осигурява по-висока точност, а за сметка на значителната си маса буквално чупи палубите на линкорите на противника. По много това се осигурява от високото качество на бронебойния снаряд. Американците провеждат мероприятия за увеличаване на здравината на снаряда – чашата му е направена от високоякостна стомана, а съдържанието на ВВ в бойния заряд е едно от най-ниските – 1,5%. В качеството на взривно вещество се използва амониев пикрат с тротилов еквивалент 0,95, по-устойчив, отколкото тротила. Бронебойното калпаче е тежко и има практически кръгла форма. Благодарение на всички тези мерки снарядът ефективно сработва даже при ъгли на среща с дебела броня до 35 – 45°, което е значително по-добре, отколкото 30 – 35° за европейските и 20 – 25° при японските снаряди. Воденето на огъня на голяма дистанция с приемлива точност става възможно благодарение на прекрасното качество на американската система за управление на огъня и постоянното усъвършенстващите се радари. Ако в началото на войната, за сметка на оптиката, японците и немците са съпоставими по ефективност на стрелбата с американците, то към края на войната, за сметка на радарите, американците стават явните лидери. При това радарите позволяват да се води огън при всякакви условия на видимост. До известна степен това е недостатък, тъй като боя на „Саут Дакота“ при Гуадалканал показва, че бойната устойчивост на съвременния линкор повече зависит от работоспособността на радарите и системите за управление на огъня, отколкото от повредите по време на бой в котелно-машинните установки и артилерията. Но според замисъла на теоретиците американският линкор трябва да маневрира, удържайки противника на голяма дистанция, и, ползвайки се от по-точната СУАО и по-мощното въоръжение, да му нанася повреди, намирайки се извън зоната на ефективно поражение. Боевете между британските и немските линкори само подтвърждават, че изхода на боя се решава от способността на линкора да води огън. При това, преди всички, излизат най-напред от строя артилерията и системите за управление на огъня. Системите за управление на огъня, от своя страна, просто физически не могат да имат адекватна защита, за това на първото място по важност излиза не дебелината на главния броневи пояс, а съвършенството на СУАО.
| Характеристики на кулите на главния калибър на линкори от началния период на Втората световна война (1941 г.) | Характеристики на кулите на главния калибър на линкори от началния период на Втората световна война (1941 г.) | Характеристики на кулите на главния калибър на линкори от началния период на Втората световна война (1941 г.) | Характеристики на кулите на главния калибър на линкори от началния период на Втората световна война (1941 г.) | Характеристики на кулите на главния калибър на линкори от началния период на Втората световна война (1941 г.) | Характеристики на кулите на главния калибър на линкори от началния период на Втората световна война (1941 г.) | Характеристики на кулите на главния калибър на линкори от началния период на Втората световна война (1941 г.) | Характеристики на кулите на главния калибър на линкори от началния период на Втората световна война (1941 г.) | Характеристики на кулите на главния калибър на линкори от началния период на Втората световна война (1941 г.) |
| Оръдие | 15″/42 Mark I                                                                                                 | BL 16″/45 Mark I                                                                                              | 14″/45 Mark VII                                                                                               | 38 cm/52 SK C/34                                                                                              | 380 мм/45 Model 1935                                                                                          | 381 мм/50 Model 1934                                                                                          | 16″/45 Mark 6                                                                                                 | 40 см/45 Type 03                                                                                              |
| --- | --- | --- | --- | --- | --- | --- | --- | --- |
| Държава | Великобритания                                                                                                | Великобритания                                                                                                | Великобритания                                                                                                | Германия | Франция | Италия | САЩ | Япония |
| Кораб носител                                                                                                 | „Худ“ | „Нелсън“ | „Кинг Джордж V“                                                                                               | „Бисмарк“ | „Ришельо“ | „Литорио“ | „Вашингтон“                                                                                                   | „Нагато“ |
| Брой стволове                                                                                                 | 2 | 3 | 4 | 2 | 4 | 3 | 3 | 2 |
| Скорострелност на ствол, изстрела/минута                                                                      | 2 | 1,5 | 2 | 2,3 – 3 | 1,2 – 2,2 | 1,3 | 2 | 1,5 – 2,5 |
| Ъгъл на възвишение на стволовете, °                                                                           | −3/+30 | −3/+40 | −3/+40 | −5/+30 | −5/+35 | −5/+35 | /+45 | /+43 |
| Маса на въртящата се част, т                                                                                  | 894 | 1504 | 1557 | 1052 | 2476 | 1595 | 1460 | 1020 |
| Скорост на въртене, хоризонтална, °/с                                                                         | 2 | 4 | 2 | 5 | 5 | 6 | 4 | 3 |
| Скорост на подем на стволовете, °/с                                                                           | 5 | 10 | 8 | 6 | 5,5 | 6 | 12 | 5 |
| Вътрешен диаметър на барбета, м                                                                               | 9,3 | 11,43 | 12,19 | 10 | 13,3 | 13,19 | 11,35 | |
| Брониране на кулите, мм                                                                                       | | | | | | | | |
| Чело | 381 | 406 | 324 | 360 | 430 | 350 | 406 | 356 |
| Борд | 305 | 228 | 224 | 220 | 300 | 200 | 249 | 200 |
| Покрив | 127 | 184 | 149 | 130 | 195 | 200 | 178 | 270 |
| Барбет | 305 | 381 | 305 – 343 | 340 | 405 | 350 | 373 – 406 | 305 |
| Брониране на кораба, мм                                                                                       | | | | | | | | |
| Палуба | 51+76 | 171 | 136 | 80+95 | 170+40 | 45+150 | 37+140 | 145 |
| Борд | 305 | 356 | 381 | 320 | 330 | 70+280 | 305 | 305 |

## Коментари
1. ↑  За всички – заряд от 6 части, всяка в картуз марка „type 3“.